# Markelle Fultz
Markelle N'Gai Fultz (Upper Marlboro, 29 mei 1998) is een Amerikaanse professionele basketbalspeler.

## Carrière
Voordat hij ging spelen in de NBA, speelde hij collegebasketbal voor de Washington Huskies. Fultz werd als eerste geselecteerd in de NBA Draft 2017 door de Philadelphia 76ers. Hij tekende zijn contract op 8 juli. In zijn eerste seizoenswedstrijd op 18 oktober scoorde Fultz 10 punten, drie rebounds en één assist tegen de Washington Wizards. Fultz raakte al vroeg in het seizoen geblesseerd aan zijn schouder. Hij speelde vier wedstrijden en keerde pas terug op 26 maart 2018 tegen de Denver Nuggets. Op 11 april behaalde hij een zo geheten triple double. Hij werd de jongste speler (19 jaar en 317 dagen) in de NBA geschiedenis die dit presteerde. Hij speelde nog de rest van het seizoen en de eerste drie wedstrijden van de play-offs. Fultz kreeg veel commentaar omdat zijn driepuntpercentage drastisch naar beneden ging na zijn blessure.
In het begin van het seizoen 2018/19 werd hij een starter en JJ Redick verloor zijn plaats. Fultz verloor zijn plaats na vijftien wedstrijden aan Jimmy Butler die verkregen was uit een ruil met de Minnesota Timberwolves. Fultz was opnieuw het grootste deel van het seizoen uit met problemen aan zijn schouder. Op 7 februari 2019 werd hij geruild naar de Orlando Magic voor Jonathon Simmons en enkele draft picks. Op 23 oktober 2019 maakte hij zijn debuut voor het team tegen de Cleveland Cavaliers waar hij goed was voor twaalf punten. Hij speelde bijna het hele seizoen mee als starter en miste weinig wedstrijden. Het volgende seizoen scheurde hij zijn Voorste kruisband op 6 januari 2021 tegen de Cavaliers. Hij miste de rest van het seizoen door de blessuren en de start van het seizoen 2021/22, hij keerde terug op 28 februari 2022 tegen de Indiana Pacers.

## Statistieken

### Regulier seizoen
| Seizoen  | Team               | WG  | WS | MPW  | 2P%  | 3P%  | FW%  | RPW | APW | SPW | BPW | PPW  |
| -------- | ------------------ | --- | -- | ---- | ---- | ---- | ---- | --- | --- | --- | --- | ---- |
| 2017/18  | Philadelphia 76ers | 14  | 0  | 18,1 | 40,5 | 0,0  | 47,6 | 3,1 | 3,8 | 0,9 | 0,3 | 7,1  |
| 2018/19  | Philadelphia 76ers | 19  | 15 | 22,5 | 41,9 | 28,6 | 56,8 | 3,7 | 3,1 | 0,9 | 0,3 | 8,2  |
| 2019/20  | Orlando Magic      | 72  | 60 | 27,7 | 46,5 | 26,7 | 73,0 | 3,3 | 5,1 | 1,3 | 0,2 | 12,1 |
| 2020/21  | Orlando Magic      | 8   | 8  | 26,9 | 39,4 | 25,0 | 89,5 | 3,1 | 5,4 | 1,0 | 0,3 | 12,9 |
| 2021/22  | Orlando Magic      | 18  | 3  | 20,0 | 47,4 | 23,5 | 80,6 | 2,7 | 5,5 | 1,1 | 0,3 | 10,8 |
| Carrière | Carrière           | 131 | 86 | 24,8 | 45,0 | 26,2 | 70,8 | 3,2 | 4,8 | 1,1 | 0,2 | 10,9 |

### Play-offs
| Seizoen  | Team               | WG | WS | MPW  | 2P%  | 3P%  | FW%  | RPW | APW | SPW | BPW | PPW  |
| -------- | ------------------ | -- | -- | ---- | ---- | ---- | ---- | --- | --- | --- | --- | ---- |
| 2017/18  | Philadelphia 76ers | 3  | 0  | 7,7  | 14,3 | –    | 75,0 | 1,0 | 1,7 | 0,7 | 0,0 | 1,7  |
| 2019/20  | Orlando Magic      | 5  | 5  | 29,4 | 40,0 | 37,5 | 85,7 | 2,2 | 5,2 | 1,0 | 0,6 | 12,0 |
| Carrière | Carrière           | 8  | 5  | 21,3 | 37,3 | 37,5 | 81,8 | 1,8 | 3,9 | 0,9 | 0,4 | 8,1  |